# Badminton op de Olympische Zomerspelen
Badminton is een van de sporten die op de Olympische Zomerspelen worden beoefend. De sport staat sinds 1992 op het programma van de Olympische Spelen. In 1972 en 1988 was het een demonstratiesport.

## Onderdelen
| Onderdeel          | 72 | 76 | 80 | 84 | 88 | 92 | 96 | 00 | 04 | 08 | 12 | 16 | 20 | 24 | Totaal |
| ------------------ | -- | -- | -- | -- | -- | -- | -- | -- | -- | -- | -- | -- | -- | -- | ------ |
| Mannen enkelspel   | d  |    |    |    | d  | •  | •  | •  | •  | •  | •  | •  | •  | •  | 9      |
| Mannen dubbelspel  | d  |    |    |    | d  | •  | •  | •  | •  | •  | •  | •  | •  | •  | 9      |
| Vrouwen enkelspel  | d  |    |    |    | d  | •  | •  | •  | •  | •  | •  | •  | •  | •  | 9      |
| Vrouwen dubbelspel |    |    |    |    | d  | •  | •  | •  | •  | •  | •  | •  | •  | •  | 9      |
| Gemengd dubbelspel | d  |    |    |    |    |    | •  | •  | •  | •  | •  | •  | •  | •  | 8      |
| Totaal             |    |    |    |    |    | 4  | 5  | 5  | 5  | 5  | 5  | 5  | 5  | 5  | 44     |

## Medailles
De Chinese Gao Ling is de 'succesvolste medaillewinnaar' in badminton, zij won twee gouden, een zilveren en een bronzen medaille. Zij is ook de enige die vier medailles won.

### Individueel
Over alle disciplines
Onderstaande tabel geeft de meervoudige medaillewinnaars weer die ten minste twee gouden medailles in het badminton over alle disciplines hebben gewonnen of ten minste drie medailles in totaal.
|                        | Olympiër              | Jaren            | Goud | Zilver | Brons | Totaal |                      |
| ---------------------- | --------------------- | ---------------- | ---- | ------ | ----- | ------ | -------------------- |
| 01                     | Gao Ling              | 2000, 2004       | 2    | 1      | 1     | 4      | (v) dubbel / gemengd |
| 02                     | Fu Haifeng            | 2008, 2012, 2016 | 2    | 1      | 0     | 3      | (m) dubbel           |
| 03                     | Kim Dong-moon         | 1996, 2000, 2004 | 2    | 0      | 1     | 3      | (m) dubbel / gemengd |
| 0"                     | Zhang Nan             | 2012, 2016       | 2    | 0      | 1     | 3      | (m) dubbel / gemengd |
| 0"                     | Zhao Yunlei           | 2012, 2016       | 2    | 0      | 1     | 3      | (v) dubbel / gemengd |
| 0"                     | Viktor Axelsen        | 2016, 2020, 2024 | 2    | 0      | 1     | 3      | (m) enkel            |
| 07                     | Ge Fei Gu Jun         | 1996, 2000       | 2    | 0      | 0     | 2      | (v) dubbel           |
| 0"                     | Zhang Jun             | 2000, 2004       | 2    | 0      | 0     | 2      | (m) gemengd          |
| 0"                     | Zhang Ning            | 2004, 2008       | 2    | 0      | 0     | 2      | (v) enkel            |
| 0"                     | Lin Dan               | 2008, 2012       | 2    | 0      | 0     | 2      | (m) enkel            |
| 0"                     | Lee Yang Wang Chi-lin | 2020, 2024       | 2    | 0      | 0     | 2      | (m) dubbel           |
| Drie of meer medailles |                       |                  |      |        |       |        |                      |
|                        | Gil Young-ah          | 1992, 1996       | 1    | 1      | 1     | 3      | (v) dubbel / gemengd |
|                        | Chen Long             | 2012, 2016, 2020 | 1    | 1      | 1     | 3      | (m) enkel            |
|                        | Lee Chong Wei         | 2008, 2012, 2016 | 0    | 3      | 0     | 3      | (m) enkel            |

### Medaillespiegel
N.B. Medaillespiegel is bijgewerkt tot en met de Olympische Spelen van 2024.
| Plaats | Land             | NOC    | Goud | Zilver | Brons | Totaal |
| ------ | ---------------- | ------ | ---- | ------ | ----- | ------ |
| 1      | China            | CHN    | 22   | 15     | 15    | 52     |
| 2      | Indonesië        | INA    | 8    | 6      | 8     | 22     |
| 3      | Zuid-Korea       | KOR    | 7    | 7      | 7     | 22     |
| 4      | Denemarken       | DEN    | 3    | 3      | 4     | 10     |
| 5      | Chinees Taipei   | TPE    | 2    | 1      | 0     | 3      |
| 6      | Japan            | JPN    | 1    | 1      | 4     | 6      |
| 7      | Spanje           | ESP    | 1    | 0      | 0     | 1      |
| 8      | Maleisië         | MAS    | 0    | 6      | 5     | 11     |
| 9      | Groot-Brittannië | GBR    | 0    | 1      | 2     | 3      |
| 9      | India            | IND    | 0    | 1      | 2     | 3      |
| 11     | Nederland        | NED    | 0    | 1      | 0     | 1      |
| 11     | Thailand         | THA    | 0    | 1      | 0     | 1      |
| 13     | Rusland          | RUS    | 0    | 0      | 1     | 1      |
| Totaal | Totaal           | Totaal | 44   | 44     | 48    | 136    |

In 1992 werden op ieder onderdeel twee bronzen medailles uitgereikt.
München 1972 (demonstratie) · Seoel 1988 (demonstratie) · Barcelona 1992 · Atlanta 1996 · Sydney 2000 · Athene 2004 · Peking 2008 · Londen 2012 · Rio de Janeiro 2016 · Tokio 2020 · Parijs 2024 · Los Angeles 2028 
Medaillewinnaars 
Olympische Zomerspelen
Olympische Winterspelen
Gerelateerd
Olympische Jeugdspelen · Paralympische Spelen · Deaflympische Spelen · Special Olympic World Games
IOC · COA · BOIC · NOC*NSF · NAOC · SOC